# Куценко Петро Іларіонович
Куце́нко Петро́ Іларіо́нович — український поет, член Спілки письменників України (1984).

## Життєпис
Закінчив факультет журналістики Київського університету (1977).
Працював літредактором чернігівської обласної газети «Деснянська правда».

## Доробок
Автор книжок
- «Продовження розмови» (1983),
- «Манливе світло днів непроминущих» (1986),
- «Забрало вічності» (1993)
- «Пісня безсонного джмеля» (1992, збірка віршів для дітей).

Переклади віршів російських поетів Іннокентія Анненського, Анни Ахматової, Осипа Мандельштама, Бориса Пастернака, Миколи Заболоцького, Арсенія Тарковського та ін.